# Gâteau nantais
Pour les articles homonymes, voir Gâteau et Nantais.
Un gâteau nantais ou Nantais est une pâtisserie traditionnelle française, originaire de la ville de Nantes en Loire-Atlantique, à base d'amande et de rhum.

## Description
Cette variante du quatre-quarts est traditionnellement de forme ronde, moelleux, fait de beurre demi-sel, de farine (sans levure), de sucre, d’œufs, de poudre d’amande, imbibé d’un punch au rhum et au citron, parfois recouvert d’une fine couche de confiture (ou gelée) d’abricot, et nappé d’un glaçage blanc au sucre glace et au rhum,,.

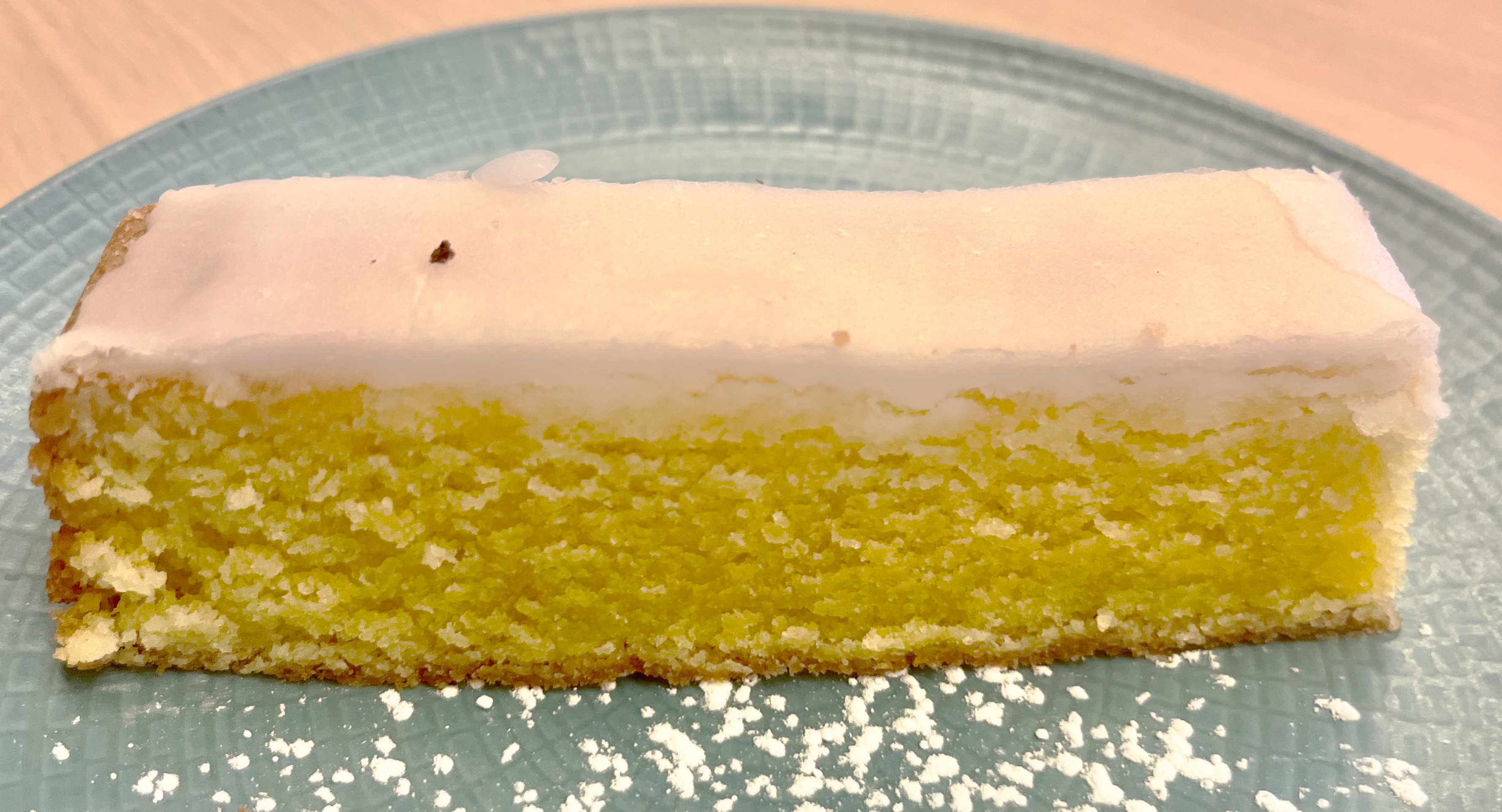
Une part de gâteau nantais.
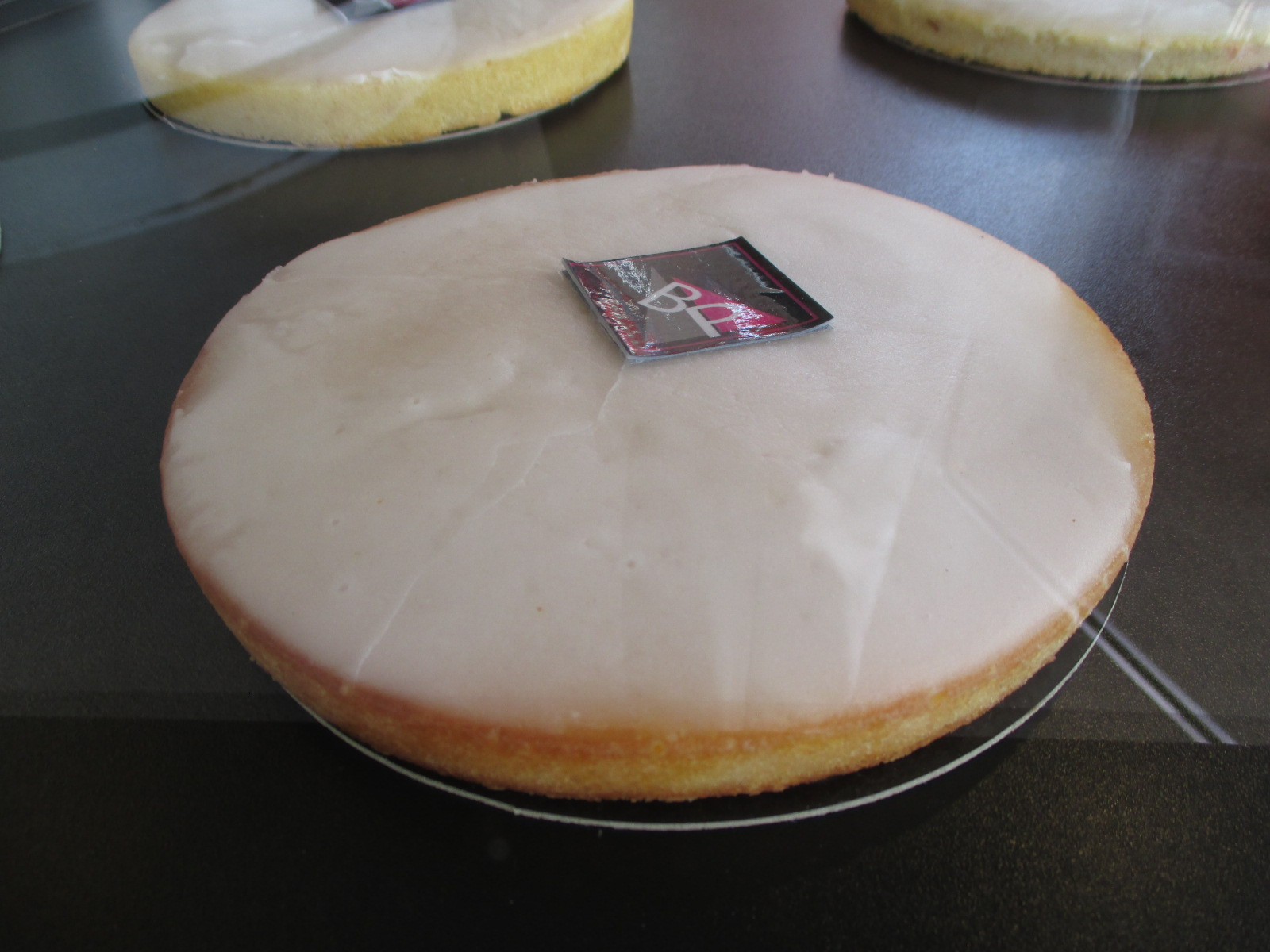
Dans une pâtisserie.
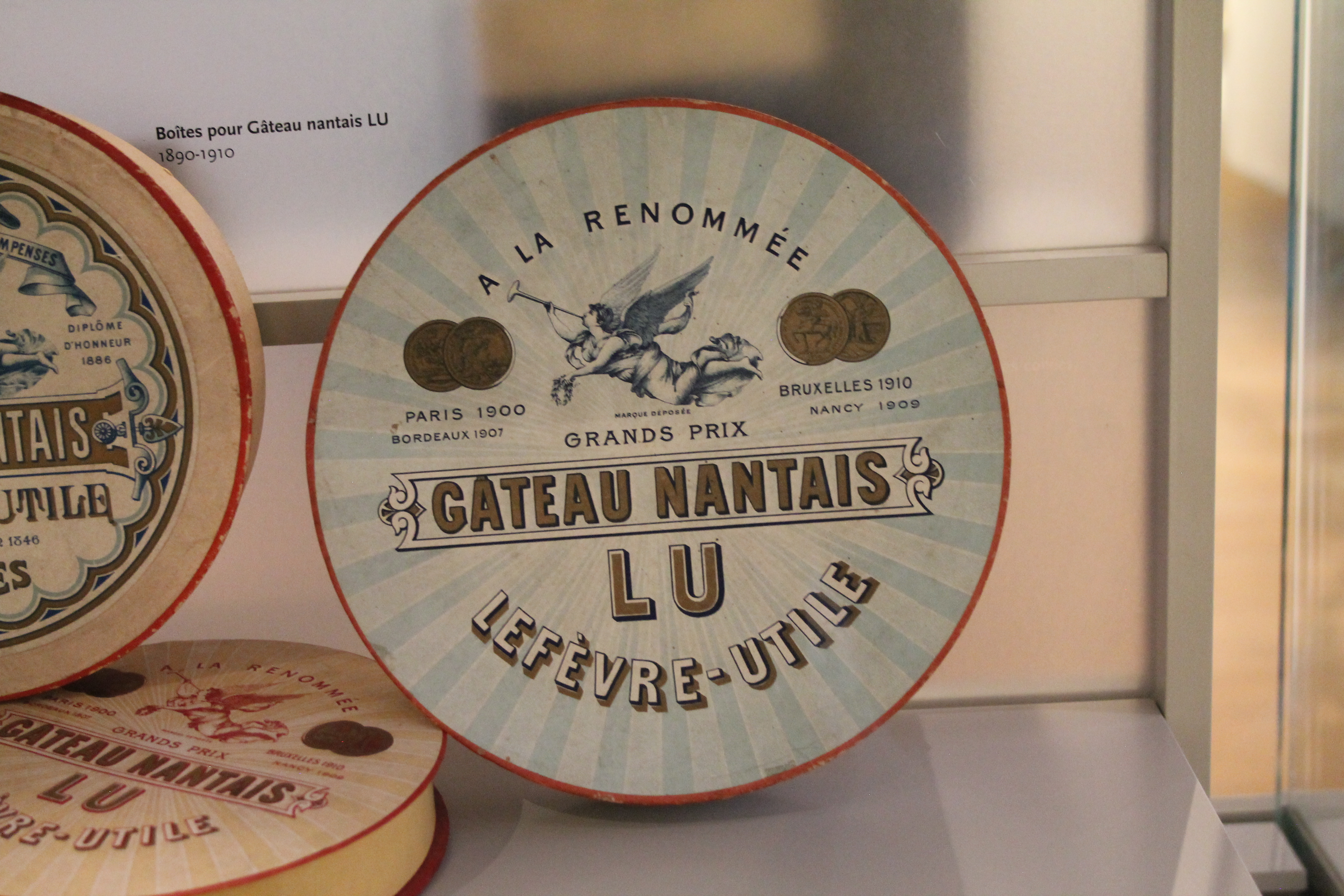
Boites pour gâteau nantais LU du musée d'histoire de Nantes.

## Histoire
Au XVIIIe siècle, le port de Nantes s'enrichit par le commerce triangulaire et voit débarquer des produits exotiques en provenance des colonies antillaises : sucre de canne, rhum… ingrédients qui entreront plus tard dans la composition du gâteau nantais, associé à des produits traditionnels du terroir tels que le beurre demi-sel (ou beurre salé) de la cuisine bretonne. Ce gâteau serait également historiquement inspiré des anciens gâteaux de marins (biscuit de mer) tels que le gâteau breton au beurre demi-sel, rendus plus moelleux avec du rhum,,, agrémenté d'amandes et d'abricots (faciles à conserver en mer) et de citron (riche en vitamine C, anti scorbut).
Le chroniqueur Paul Eudel affirme qu'il a été créé en 1820 par un certain Jean Rouleau, maître fouacier nantais, installé à cette époque rue Saint-Clément (actuelle rue Maréchal-Joffre). Ce dessert « de fête » et « haut de gamme » était servi jadis par les maîtresses de maison à leurs invités quand elles tenaient salon. Il tomba quelque peu dans l’oubli jusqu’à sa relance par la biscuiterie LU, entre 1910 et 1972.
Depuis, pâtissiers et cuisiniers nantais le servent dans sa version la plus traditionnelle, ou en versions revisitées avec des ingrédients supplémentaires.